# Jurij Vodovnik
Jurij Vodovnik, bukovnik, ljudski pesnik, pevec in igralec, * 22. april 1791, Skomarje , † 17. december 1858, Skomarje.

## Življenje
Jurij Vodovnik se je rodil kot kmečki sin Mihaela in Helene  Ostrožnik. Vse od rojstva je bil nekoliko bolehen, bolj šibak, zato se je izučil tkalstva. Tkal je na domu in v »šteri« (po tujih hišah za stanovanje, hrano in pijačo) na Frankolovem, v Črešnjicah, Špitaliču, v Vojniku, v Strmcu, na Mislinji; kot fantič je ministriral skomarskemu kuratu, pozneje bil organist (bržčas samo pevec, ne organist) ter cerkovnik v domači župnijski cerkvi.
Leta 1829 se je poročil z vdovo Marijo roj. Goričnik iz Vitanja, priženil dva otroka, njegova dva pa sta kmalu umrla. Zadnja leta je živel po več mesecev zdoma pri prijateljih in znancih, hodil naokrog oprtan s košem brez dna ter si s petjem svojih in drugih pesmi služil hrano, zlasti pijačo.
Kot dober poznavalec narave in zdravilnih zelišč ter ljudski živinozdravnik je bil Vodovnik priljubljen daleč naokoli, tudi proti Koroški, kot pevec, pesnik in pripovednik pa zaželen na domačih slavjih (kolinah, godovanjih in ženitvah), pogrebih in pri bedenju ob mrliču; udeleževal se je cerkvenih slavij in bil romarski vodja. Bil je realističen opisovalec lastnega in ljudskega življenja na Pohorju, ki je znal priložnosti primerno prilagoditi svoje stanovske, zbadljive, prigodne, zabavne in razpoloženjske pesmi. Njegov razpon je segal od stvarne upodobitve življenja do moralističnega, v baročnem duhu uglajenega nabožnega pesnjenja. Umrl je za jetiko 17. decembra 1858, pokopan je na pokopališču pri cerkvi sv. Lamberta na Skomarju.

## Pesniško ustvarjanje
Brati in pisati ga je naučil oče (tudi sam samouk), kar je bilo tedaj velika redkost. Pesniškega oblikovanja se je učil iz cerkvenih, posvetnih in ljudskih pesmi. Mentor mu je bil Anton Martin Slomšek, ko je kot kaplan v Novi Cerkvi med 1827–29 zbiral okrog sebe ljudske  pesnike iz širše okolice. 
Vodovnik je upesnil pohorskega kmeta iz prve polovice 19. stol. (Od pohorskih kmetov) in sožupljane (Blagor teb' Skomarska fara, Lepa nedelja pri sv. Jakobu v Resniku), povzdigoval je kmečke praznike - koline (Svinjske koline) ipd. Opeval je lepoto kmečkega dela in narave (Kokičevi kopači v Mrakolski gorici, Pesem od Grmana, Ptičje petje), se posmehoval lovcem (O skomarskih jagrih) in rokodelcem (Pesem od rokodelcev), spesnil kar reklamni izdelek (Poglavitna oštarija v cerkovški fari), biografijo ljudskega godbenika (Mihail Cvirn, muzikant), prigodnice (Slomšek, naš opat, Z oplotniškega mesta, Od mejašekovih konjev). Obsojal je goljufe (O vitanjskih in vojniških mesarjih), povzdigoval prijateljstvo, pivsko tovarištvo in dobrotljivost (Prijatelji Tomažičevi), izražal predmarčni kmečki odpor do aristokracije in gospoščine (Od landeškega grada, Dolenjska zdravica), moraliziral (Sedanji čas), častil romarske cerkve, vpletal zgodovinske podatke, ter jih povezal v pravi romarski vodič (Od Graške do šmarske doline, Sv. Jakob v Resníku, Pesem od novega oltarja M. B. pri sv. Kungoti v Gorenjah, Pesem od sv. Jakoba apostelna). 
Med najbolj znane in priljubljene sodi avtobiografska pesem Jaz sem Vodovnik Juri. V različicah in prepesnitvah (ok. 32) se je zanesla na Dolenjsko, Gorenjsko  in Notranjsko.
Vodovnik je svoje pesmi sam zapisoval (baje tudi na les, na mizo ali deske), jih v prepisih dajal ali prodajal ljudem, širile pa so se s prepisovanjem, zlasti pa s petjem. Nekatere so kar ponarodele in so še danes žive na Južnem Pohorju, okrog Oplotnice, Frankolovega in Nove Cerkve. V originalnem rokopisu sta se ohranili Jaz sem Vodovnik Juri in Pesem od Matere božje na Brinjovi gori, nekaj jih je po vsej verjetnosti Vodovnikovih, druge so prepisi znanih ali neznanih rok. Za Vodovnikovega življenja so bile natisnjene 3 pesmi: Prevzetija kmetov (Drobtinice 1846, 204–6, psevdonim Poharski pevec), po posredovanju kurata J. Arliča pa Juri Vodovnik in Od pohorskih kmetov.

## Pesniške zbirke
- Vodovnik, Jurij, Pesmi 1, Družina, Ljubljana, 2004 (COBISS)
- Cvetko, Igor, Jest sem Vodovnik Juri, o slovenskem ljudskem pevcu 1791-1858, Partizanska knjiga, Slovenske Konjice, Kulturna skupnost občine, 1988 (COBISS)